# Louis Auguste Blanqui
Louis-Auguste Blanqui (Puget-Théniers, Francia, 8 de febrero de 1805-París, Francia, 1 de enero de 1881), conocido como Auguste Blanqui, fue un periodista, escritor, activista político revolucionario y filósofo de ideología socialista que organizó el movimiento estudiantil parisino, y luchó en primer lugar por la instauración de la república contra la monarquía.
Sus escritos influyeron en su país de manera decisiva durante el siglo xix. Su entrega absoluta a los movimientos revolucionarios que gestó, su ejemplo personal, sus ideales defendidos con «las armas en la mano» y su activo liderazgo inspiraron el blanquismo, la corriente revolucionaria que fue uno de los referentes ideológicos y militantes de la Francia en que vivió.
Fue uno de los máximos dirigentes de la Sociedad de las Familias.

## Biografía

### Juventud
Nace en Puget-Théniers, Alpes Marítimos, Francia el 8 de febrero de 1805. Su padre, Jean-Dominique Blanqui, era profesor de filosofía y astronomía. Su condición de diputado girondino en la Convención Nacional de 1793 le había valido 10 meses de prisión bajo el Terror. Diputado en el Consejo de los Quinientos y subprefecto del departamento de Alpes Marítimos bajo el primer Imperio, fue destituido con la vuelta de los Borbones al poder, lo que arruinó a la familia.
En 1817, los dos hermanos mayores de la familia, Adolphe y Auguste, se trasladan a París donde Adolphe estudia economía con Jean Baptiste Say, y Auguste cursa brillantes estudios secundarios en el instituto Charlemagne.

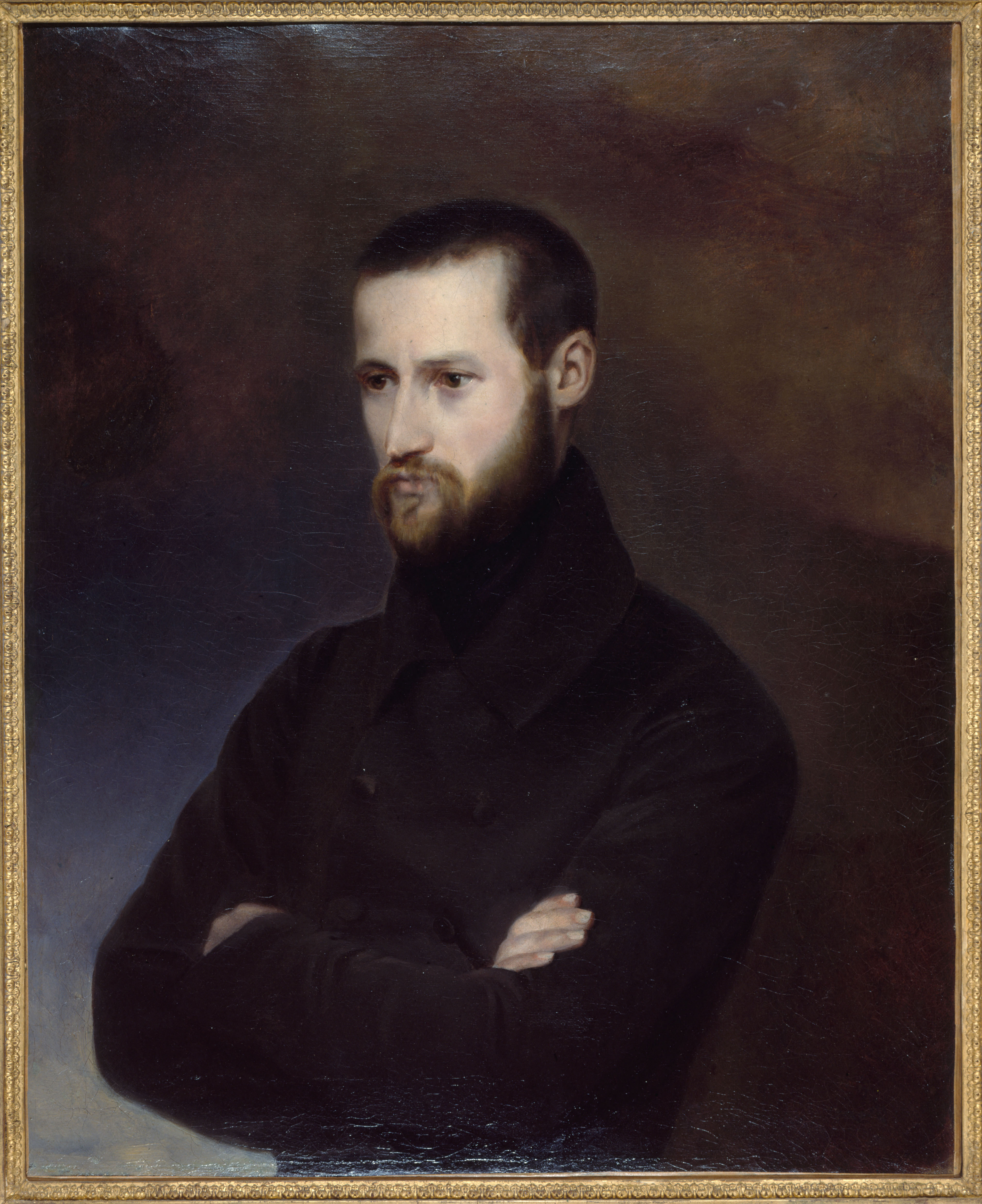
Auguste Blanqui, en su juventud.

En 1824, nada más terminar sus estudios, Blanqui adhiere a los Carbonarios, una sociedad secreta de origen italiano, auspiciada por la masonería republicana de Francia. En aquellos tiempos de represión política, buena parte de la oposición al régimen monárquico se concentraba en sociedades secretas. Los dos hermanos Blanqui colaboran en periódicos y son ya señalados como potencialmente peligrosos por la policía. Auguste se gana la vida trabajando de institutor y empieza a estudiar las carreras de abogado y médico. En esa época su activismo estudiantil le ganará la lealtad de los estudiantes universitarios parisinos, que le serían fieles durante todo el siglo, caracterizándose por su implacable radicalismo, que lo convirtió en un personaje admirado y criticado por Karl Marx y Friedrich Engels.
En 1827, después de participar en varias manifestaciones estudiantiles, fue herido de gravedad en una batalla callejera en la calle Saint-Denis de París. En 1829 colabora con el periódico Le Globe (El globo), editado por Pierre Leroux, y se familiariza con las doctrinas de Saint-Simon y de Fourier. En 1830 empuña las armas, junto con el pueblo parisino, durante la Revolución de julio que acabó con el reinado del rey Carlos X, y es condecorado con la Cruz de julio. Convencido de que aquella revuelta iba a permitir la instauración de la república, la desilusión de Blanqui será grande al ver subir al trono otro rey, Luis Felipe, el Rey Burgués. Poco después, ingresó en la Société des amis du peuple (Sociedad de los Amigos del Pueblo) que se dedicaba a difundir los ideales republicanos, donde hizo camaradería con Buonarroti (compañero de Babeuf), Raspail y Armand Barbès.

### Monarquía de julio
Bajo el reinado de Luis Felipe, empezó la larga sucesión de condenas y detenciones que le valdrán el apodo de "L'enfermé" (El encerrado). Su feliz matrimonio en 1834 con Suzanne-Amélie Serre no le apartará de la lucha política y social. Son años marcados por las revueltas obreras y populares tanto en París como en otras ciudades industriales francesas como Lyon. Adolphe, su hermano mayor, recientemente nominado director de la escuela de Comercio de París, desaprueba el activismo de Auguste y se aleja de él.
En 1835, Auguste Blanqui funda una sociedad clandestina, La société des familles (La sociedad de las familias), que será desmantelada por la policía al año siguiente, y cuyos dirigentes serán encarcelados (el llamado «asunto de la rue Lourcine» o «asunto de las pólvoras»). Liberado en 1837 después de 8 meses de internamiento, Blanqui funda entonces La société des saisons (La sociedad de las estaciones), junto con Barbès y Martin-Bernard.
En 1839, en un contexto de crisis económica y política, deciden pasar a la ofensiva para derrocar la monarquía: quinientos revolucionarios a las órdenes de Blanqui ocupan el ayuntamiento de París. Después de dos días de combates, las tropas reales aplastaron la revuelta, razón por la cual Blanqui, junto con Barbès, fue condenado a muerte el 14 de enero de 1840. El rey Luis Felipe, presionado por la opinión pública y gracias a la intervención de Víctor Hugo y Lamartine, conmuta finalmente esta condena por la de cadena perpetua.
Después de cuatro años de dura reclusión en la cárcel del monasterio del Mont Saint-Michel, en Bretaña, achacado por una grave enfermedad, es trasladado al hospital de Tours donde permanecerá otros cuatro años bajo vigilancia policial. En ese periodo sus contactos con los representantes obreros y los intelectuales revolucionarios fueron constantes.

### Segunda República
Blanqui fue finalmente liberado al inicio de la Revolución de 1848, en febrero del mismo año. Funda entonces la Société républicaine centrale (Sociedad central republicana), en el seno de la cual desarrolla una intensa labor propagandística, exigiendo cambios radicales de gobierno.

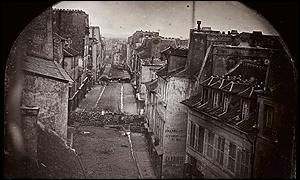
Barricadas durante las revueltas de junio de 1848 en París, en un daguerrotipo de la época.

En los dos meses siguientes a la proclamación de la Segunda República Francesa, el gobierno provisional adopta una serie de medidas sin precedentes: abolición de la pena capital por razones políticas, abolición de la esclavitud en las colonias francesas y, sobre todo, instaura por primera vez el sufragio universal masculino. Blanqui recomendó sin éxito que se retrasasen las elecciones generales a la asamblea constituyente, al considerar que las clases populares aún no estaban lo suficientemente maduras. De hecho, los republicanos moderados ganaron las elecciones y adoptaron sin demora medidas impopulares que reavivaron la agitación social.
Durante estos primeros meses de gobierno provisional, funciona en París un «club» de seguidores de Blanqui, adonde concurren habitualmente cientos de partidarios suyos. Otros clubes obreros apoyan a Étienne Cabet o a Louis Blanc.
En Rouen, Lyon y París, el ludismo y las manifestaciones obreras son violentamente reprimidas por el ejército. En mayo de 1848, una manifestación convocada por el Comité Central de los Clubes y liderada por Auguste Blanqui ocupa el edificio del Ayuntamiento de París, sede del gobierno de la república. El ejército interviene y Blanqui es detenido de nuevo. Es condenado a diez años de prisión.
El 10 de febrero de 1851, desde la cárcel de Belle-Ile-en-Mer, envió a Londres el célebre toast, una carta al Comité de Social Demócratas, la cual fue prologada y distribuida por Karl Marx. En 1857 es trasladado al penal de Corte, en Córcega, y en 1859 es deportado a Argelia hasta su liberación el 16 de agosto.

### Segundo Imperio
Retoma su lucha contra el Segundo Imperio, lo que le vale una nueva detención en 1861. En esta nueva prisión, es alojado durante un tiempo con un grupo de estudiantes de medicina que se habían manifestado contra el emperador. Entre ellos está Paul Lafargue, futuro yerno de Marx. Consigue un gran ascendiente entre estos jóvenes, quienes serán la base para la creación de un nuevo grupo conspirativo. Blanqui logra escapar en 1865 y huye a Bruselas, Bélgica. Desde su exilio, escribe numerosos ensayos de economía política, filosofía y sobre el socialismo, que fueron luego recopilados bajo el título Crítica social. Colabora en periódicos y establece muchos contactos con intelectuales socialistas y revolucionarios. 
El «blanquismo» empieza a tomar trascendencia a medida que crece la oposición popular al imperio. Paralelamente también crecen en Francia las fuerzas que adhieren a la Asociación Internacional de Trabajadores, en la que Blanqui tiene una intervención fugaz para luego oponerse. Realiza visitas frecuentes a París, donde se crea un partido blanquista, para el que redacta Instruction pour une prise d'armes (Instrucción para tomar las armas), un manual detallado sobre cómo llevar a cabo la revolución en París. En 1869 se declaró una amnistía general que le permitió regresar a París. Participó entonces en dos revueltas fracasadas, la del 12 de enero y el 14 de agosto de 1869.

### La Comuna y la Tercera República
Derrotado por el ejército prusiano después de mes y medio de combates, Napoleón III firma la capitulación el 2 de septiembre de 1870 en Sedan y es encarcelado en Alemania. Dos días más tarde, tienen lugar en París los acontecimientos conocidos como revolución del 4 de septiembre: la Tercera República es proclamada y se constituye un gobierno de defensa nacional. Blanqui crea el club y periódico La patrie en danger (La patria en peligro), en cuyas páginas expone las medidas a tomar para defender y salvar París, sitiada por el ejército enemigo.
Ante la ineficacia del gobierno del general Louis Jules Trochu para evitar la capitulación de París, Blanqui lideró el movimiento popular del 31 de octubre de 1870, y formó parte del grupo que asumió brevemente las riendas del poder. Sin embargo, debido a esto, en 1871 fue condenado en ausencia a una nueva cadena perpetua.
Siendo Presidente Louis Adolphe Thiers, Blanqui organizó un atentado contra el jefe de Estado francés. Para su infortunio fue atrapado y obligado a cumplir su condena. En este año, 1871, tuvo lugar la revuelta conocida como La Comuna de París. Debido a que se encontraba preso no pudo tomar parte directa en ella, aunque sus seguidores, los blanquistas, dominaron el escenario revolucionario de estos acontecimientos. En todo caso, en 1872 Blanqui fue condenado con otros dirigentes de la Comuna a ser deportados a una colonia penal fuera de Francia, donde daría cumplimiento a la condena de por vida que le había sido impuesta. Debido a su quebrantada salud, y seguramente porque, a pesar de ser un revolucionario intransigente también era un intelectual admirado, se le conmutaron las penas vitalicia y de deportación por un año de prisión. Durante su reclusión fue elegido diputado por el distrito de Bordeaux (Burdeos), pero la elección fue invalidada alegando que carecía de derechos políticos para ser electo, debido a que purgaba una pena no extinta. Esto no desanimó al revolucionario quien, al salir, reanudó de inmediato su activismo contra el régimen.

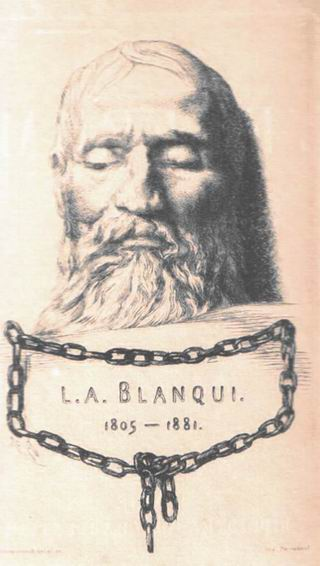
Máscara mortuoria de Louis Auguste Blanqui.

En 1880 funda el periódico Ni dieu ni maître (ni dios ni amo), cuyo título se convirtió en el lema de los anarquistas franceses. Muere el 1 de enero de 1881, debido a un ataque de apoplejía que sufrió al concluir un discurso en un mitin revolucionario en París. Presidía la República Jules Grévy.

## Un revolucionario
Propugnó la revuelta armada para tomar el poder, organizó a estudiantes para que formaran parte del ala intelectual de la revolución al servicio del comunismo, internacionalizó y divulgó los propósitos revolucionarios por medio del periodismo, y atrajo la atención de los dirigentes socialistas de Europa.
Representa al mártir laico del comunismo pues, a pesar de ser hijo de un funcionario público de mediana importancia y de haber cursado estudios universitarios, renuncia a un futuro prometedor para convertir en realidad la visión que tenía de la sociedad, sin importarle que buena parte de su vida transcurriera en prisión ni que sufriera todo tipo de persecuciones y desengaños. Son conocidas las traiciones por parte de aquellos que lo siguieron durante sus años más aciagos, y que después lo excluyeron del reconocimiento que a pulso se había ganado durante su vida.
Blanqui fue, sin lugar a dudas, el gran centro de gravedad en torno al cual gravitó la intelectualidad estudiantil francesa del siglo xix, tal y como dice Karl Kaurdi:

Encontraba más aceptación entre los intelectuales, especialmente los estudiantes, que entre los obreros.

Pocos lograron igualar el poderoso influjo de Blanqui entre el estudiantado. Hasta antes de que este hombre irrumpiera en el escenario francés, los estudiantes participaban en movimientos estudiantiles idealistas marcados por la brecha generacional, de manera que, en cuanto cambiaba el cuadrante del cual soplaba el viento político del momento, los estudiantes desaparecían como factor de influencia. Sin embargo, el blanquismo atrapó en la militancia permanente, intelectual y beligerante, al estudiantado francés durante casi todo el siglo xix.
Como un dato corroboratorio del atractivo que ejercía sobre la intelectualidad de su tiempo, debe admirarse la calidad de sus seguidores. En este plano, apenas constituyó la Sociedad central republicana, de inmediato se afiliaron a ella Charles Baudelaire, Charles Bernard Renouvier, Sainte-Beuve y Leconte de Lisle.
A pesar de que Louis Auguste Blanqui fue hecho prisionero durante el período en que ocurrieron los hechos conocidos como la Comuna de París, para nadie fue un secreto que el gran animador y la influencia dominante en ella fue la de Blanqui a través de sus seguidores, en particular por la firmeza e irreductibilidad del blanquismo. Al respecto dice Friedrich Engels:

Educados en la escuela de la conspiración y unidos por la disciplina estricta que es inherente a ella, partían del punto de vista de que un número relativamente pequeño de hombres resueltos y bien organizados podía, en circunstancias favorables, no sólo apoderarse del timón del estado, sino también, mediante un despliegue de intensa y despiadada energía, mantenerse en el poder el tiempo necesario para lograr que las masas participaran en la revolución... Ello implicaba por sobre todo, la más estricta centralización dictatorial.

Uno de los seguidores de este inagotable revolucionario fue Karl Marx, quien es uno de los grandes divulgadores de la Comuna. Pero si el pensador alemán exaltó este movimiento radical, también criticó la inoportunidad de sus acciones y limitó el papel de Blanqui como su gestor. Pasado algún tiempo de la Comuna, Marx reflexionó:

Con un poco de sentido común, sin embargo podía haber obtenido de Versalles algún pacto beneficioso para el pueblo, que era lo único que podía aspirarse en esa época.

La prudencia de Karl Marx contrasta con la proclama de los estudiantes parisinos de 1968, que rindieron un tributo insospechado al pensamiento y a la obcecación revolucionaria de Louis Auguste Blanqui, con su lapidaria frase:

Seamos realistas, ¡pidamos lo imposible!

## Legado
A pesar de su gran éxito inicial entre los jóvenes estudiantes, su activismo político y la inflexibilidad de su conducta, el fracaso en general de sus propósitos y la crítica y desdén de los revolucionarios pragmáticos hicieron que Blanqui fuera rápidamente olvidado, en especial por los mismos grupos estudiantiles. Estos viraron en contra de las premisas ideológicas que los caracterizaron durante el siglo xix, reduciendo el blanquismo ante el juicio histórico a un movimiento radical, inflexible y utópico, en el mejor de los casos, y en el peor a un movimiento que sirvió, acaso de manera involuntaria, precisamente a quienes combatió.

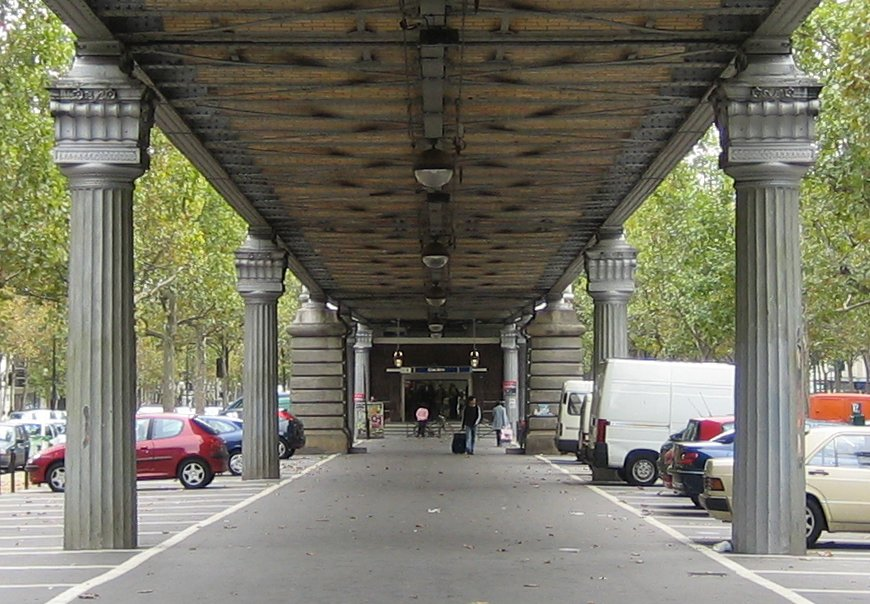
El boulevard Auguste-Blanqui, en el distrito XIII de París, con la línea aérea del metro.

 Los juicios tanto de Karl Marx como de Friedrich Engels, cuando criticaron el «infantilismo revolucionario», estuvieron destinados contra Blanqui y sus radicales seguidores. Esto, aunado al largo período de propaganda soviética a favor de la ortodoxia marxista, resultó una combinación fatal para la doctrina blanquista

### Nombres de calles
En Francia no es raro encontrar calles que homenajeen a Auguste Blanqui. Un bulevar del distrito XIII de París se denomina Boulevard Auguste-Blanqui desde 1905, y al menos 6 municipios de las afueras de París cuentan con una calle del mismo nombre (Houilles, Saint-Ouen, Drancy, Gentilly, Aulnay-sous-Bois y Montreuil). Las capitales provinciales de Rennes, Brest, Le Havre, Niza y Marsella, también tienen una calle Auguste-Blanqui.

## Obra escrita
Sus múltiples artículos y editoriales fueron compilados por sus seguidores en el libro póstumo Critica Social, publicado en 1885. Aunque, por lo general, menos mencionado que sus escritos políticos, en La eternidad a través de los astros, una hipótesis astronómica, escrito en prisión, fórmula conjeturas astronómicas y propone una poética (y por cierto melancólica) teoría del «eterno retorno» a través de la infinita multiplicación, en tiempo y espacio, de mundos paralelos que contienen infinitos sosias de todos los seres, en todos sus aspectos, variaciones y combinaciones, alcanzando así la perennidad («Todo ser humano es pues eterno en cada uno de los segundos de su existencia»). La obra fue publicada en 1872, cuando aún vivía el autor. La influencia de su lectura puede rastrearse en escritores tan diversos como Anatole France, Walter Benjamin, Jorge Luis Borges y Adolfo Bioy Casares.